# Мост Беекверт
Мост Беекверт (нем. Beeckerwerther Brücke) — стальной вантовый мост через Рейн в городе Дуйсбург (Германия, федеральная земля Северный Рейн-Вестфалия). Мост соединяет районы Дуйсбурга Беекверт (de:Beeckerwerth) и Бэрль (de:Baerl). По мосту проходит автобан № 42 (de:Bundesautobahn 42). Через мост ежедневно проезжает около 67000 автомобилей (по данным 2005 года).
Строительство моста велось с 1986 по 1990 годы строительной компанией «HOCHTIEF AG». Стальные конструкции моста были изготовлены компанией «HRA Bochum». Расходы на строительство составили 134 млн. немецких марок.

## Технические данные[3]
- Количество пилонов — 2
- Высота пилонов — 71 м
- Поперечное сечение пилонов — 2,85×2,0 м (в нижней части), 5,05×2,67 м (в верхней части)
- Материал вантов — сталь
- Материал пилонов — сталь
- Материал полотна — сталь
- Количество вантов — 12
- Главный пролёт — 310 м
- Общая длина — 1030 м
- Ширина моста — 40,95 м
- Толщина полотна — 3,77 м
- Масса стальных конструкций — 6 000 т